# Ixtecpatla
Ixtecpatla är en ort i Mexiko.   Den ligger i kommunen Ocoyucan och delstaten Puebla, i den sydöstra delen av landet, 100 km sydost om huvudstaden Mexico City. Ixtecpatla ligger 2 091 meter över havet och antalet invånare är 243.
Terrängen runt Ixtecpatla är kuperad åt sydväst, men åt nordost är den platt. Runt Ixtecpatla är det tätbefolkat, med 683 invånare per kvadratkilometer. Närmaste större samhälle är Puebla de Zaragoza, 13,7 km nordost om Ixtecpatla. Trakten runt Ixtecpatla består till största delen av jordbruksmark.